# Viseslao di Serbia
Viseslao (in serbo Вишеслав?, Višeslav; in greco Βοϊσέσθλαβος) o Vojislav (in serbo Војислав?) (... – dopo il 780) è il primo sovrano serbo di cui si conosce il nome, che regnò nel 780 circa.
La Serbia dell'epoca era un principato slavo dipendente dall'Impero bizantino e situato nei Balcani occidentali, più precisamente a ovest della Bulgaria. Menzionato nel De administrando imperio (DAI), un'opera redatta nella metà del X secolo, Viseslao fu il capostipite della famiglia regnante serba passata alla storia come dinastia dei Vlastimirović. Egli discendeva da "Arconte sconosciuto", un principe serbo di cui non si conosce l'identità che condusse il suo popolo in Dalmazia e che riuscì a rafforzare la sua posizione al punto tale da diventare un sovrano in grado di rendere il suo titolo ereditario. I nomi dei predecessori di Viseslao non vengono tuttavia svelati dal DAI. La dinastia governò il Principato di Serbia dall'inizio dell'VIII secolo fino al 960 circa.

## Contesto storico
La storia del Principato serbo e della dinastia dei Vlastimirović è testimoniata essenzialmente dal De administrando imperio ("Sul governo dell'Impero", abbreviato in DAI), un'opera redatta dall'imperatore bizantino Costantino VII Porfirogenito (regnante dal 913 al 959). Le informazioni che il DAI afferma a proposito del popolo serbo provengono a loro volta da una fonte serba. Senza rivelarne il nome, l'opera riferisce del più antico sovrano serbo di cui si ha conoscenza, a cui storiograficamente ci si riferisce chiamandolo "Arconte sconosciuto". Quest'ultimo condusse i serbi dalla Serbia bianca ai Balcani, in particolare in Dalmazia. Egli ricevette la protezione dell'imperatore Eraclio I (610-641) e pare che morì molto prima dell'invasione bulgara del 680. Gli slavi invasero e colonizzarono progressivamente i Balcani tra il VI e il VII secolo. Si ritiene che i serbi giunsero come una piccola élite militare e riuscirono a organizzare e assimilare altri slavi già insediatisi e più numerosi. Porfirogenito sottolinea di come i serbi fossero sempre stati sottoposti all'autorità dell'Impero bizantino. Il suo resoconto relativo alla prima fase della cristianizzazione dei serbi può essere collocato tra il 632 e il 638; non è noto se si tratti di un'informazione errata volutamente inserita da Porfirogenito oppure se essa fosse avvenuta realmente, risultando però circoscritta a un gruppo limitato di nobili e venendo poi accolta malvolentieri dagli strati più umili della società tribale.
Secondo il DAI, la «Serbia battezzata» (nota erroneamente e anacronisticamente nella storiografia come Raška o Rascia), comprendeva le città abitate (καστρα/kastra) di Destinikon (Δεστινίκον), Tzernabouskeï (Τζερναβουσκέη), Megireto (Μεγυρέτους), Dresneïk (Δρεσνεήκ), Lesnik (Λεσνήκ) e Salines (Σαληνές), mentre la «piccola regione» (χοριον/chorion) della Bosna (Βοσωνα), parte della Serbia, aveva le città di Katara (Κατερα) e Desnik (Δέσνηκ). Alcuni gruppi forse attraversarono le Alpi Dinariche e raggiunsero le coste del Mar Adriatico. Questi gruppi di persone confinavano con quella che si potrebbe definire come «Serbia» a nord, ma i confini esatti del primo proto-Stato serbo risultano tutt'altro che facilmente definibili. Il sovrano serbo era riconosciuto con il titolo di "Principe (arconte) della Serbia" (αρχων Σερβλίας). Il DAI riferisce che ad Arconte sconosciuto subentrò suo figlio, seguito da suo nipote; gli storici generalmente ritengono veritieri i resoconti forniti dal DAI sulla successione dei principi della stessa famiglia, ma non è stato possibile risalire a nessun nome antecedente all'epoca in cui si affermò Viseslao (780 circa-800).

## Biografia
Viseslao, come detto primo sovrano serbo di cui si conosce il nome, iniziò a governare intorno al 780, poiché è noto che visse nella stessa epoca di Carlo Magno (fl. 768-814). A quel tempo, le comunità serbe erano organizzate in župe (sing. župa), ossia confederazioni di villaggi (grosso modo l'equivalente di una contea), con a capo uno zupano locale (un magistrato o governatore); il governatorato era ereditario e lo župan riferiva delle sue azioni al principe serbo, che era obbligato ad aiutare in tempi di guerra. Secondo Vladimir Ćorović, l'amministrazione della regione era stata spartita tra i fedelissimi e i governatori del sovrano, con il fratello maggiore che aveva un ruolo molto incisivo sulla collettività. Secondo una teoria presentata dallo storico J. Deretić (1994), la Serbia era di per sé un «regno saldo» e Viseslao potrebbe essere stato una figura che, in virtù delle sue abilità, riuscì a rafforzare la sua posizione al punto tale da diventare un sovrano in grado di rendere il suo titolo ereditario (kralj). In questo modo, egli sarebbe stato in grado di garantire lunga vita a quello Stato serbo che avrebbe continuato a esistere, in maniera di fatto autonoma, per diversi decenni a seguire. Il lavoro di Radojković è stato tuttavia screditato da Sima Ćirković.
Sebbene Viseslao sia menzionato soltanto per nome, il DAI afferma che i serbi erano al servizio dell'imperatore bizantino e che all'epoca erano in pace con i bulgari, di cui erano vicini e con i quali condividevano una frontiera comune. Nel periodo in cui Telerig (r. 768-777) esercitò il potere nel Primo Impero bulgaro, questi ipotizzò di colonizzare alcune delle proprie terre con altri Slavi provenienti dai vicini berziti, poiché la precedente espansione bulgara aveva causato massicce migrazioni di slavi e lo spopolamento della Bulgaria (si pensi che, nel 762, più di 200.000 persone fuggirono in territorio bizantino e furono ricollocati in Asia Minore). Venuto a conoscenza dei piani espansionistici dei bulgari, Costantino V si scontrò militarmente con questi ultimi nella battaglia di Berzitia nel 774, uscendone vittorioso e impedendo un'invasione della Serbia. Nel 783 i bulgari erano riusciti ad assicurarsi un'importante rotta, quella che attraversava la valle del Vardar, in precedenza controllata dai serbi. Sempre nello stesso anno, l'Impero bizantino fu scosso da una grande rivolta slava, estesasi così tanto da coinvolgere sia la Macedonia sia il Peloponneso; essa fu successivamente sedata dal patrikios romeo Stauracio. Frattanto in Pannonia, a nord della Serbia, il sovrano franco Carlo Magno (regnante dal 768 al 814) iniziò la sua campagna contro gli avari, venendo aiutato da Viseslao. La Dalmazia dell'epoca, la quale aveva saldi rapporti con la Serbia, divenne terra di contesa tra il 789 e l'810 dei bizantini e dei franchi; nessuna fonte coeva riferisce della sorte degli illiri residenti in quell'area. Quando il conflitto tra le due potenze si concluse nell'812 con la Pax Nicephori, ai serbi venne assegnato il controllo della costa dalmata, mentre i bizantini preservarono il dominio sulle principali città dalmate.

## Scenario successivo
A Viseslao succedette il figlio Radoslao, seguito dal nipote Prosigoj. Uno dei due governò molto probabilmente in concomitanza della rivolta di Ljudevit Posavski scoppiata in Pannonia inferiore contro i franchi (819-822); secondo gli Annales Regni Francorum di Eginardo, scritti nell'822, Ljudevit si spostò dalla sua sede di Sisak nel territorio dei serbi (secondo alcuni storici da qualche parte nella Bosnia occidentale). Eginardo precisa nella sua opera che tra i serbi «si dice che detenga una grande parte della Dalmazia» (ad Sorabos, quae natio magnam Dalmatiae partem obtinere dicitur). Nella contemporanea Vita Hludowici Imperatoris una simile descrizione dei serbi risulta totalmente omessa. Secondo John Van Antwerp Fine, sarebbe difficile da immaginare la presenza di serbi in quella regione, poiché le fonti romee si limitano a indicare come zona di insediamento la sola costa meridionale. Non si può tuttavia escludere del gruppo che esistessero effettivamente piccole minoranze in quella regione. Secondo alcuni autori, l'impiego del termine "Dalmazia" nell'822 e nell'833 come antico etimo geografico da parte degli autori degli Annales Regni Francorum dimostrerebbe la loro scarsa conoscenza dell'effettiva estensione territoriale della regione (secondo la loro concezione, la Dalmazia avrebbe compreso la costa, l'entroterra e avrebbe raggiunto a nord come punto massimo le rive del fiume Sava e a est quelle dell'Ibar).
Il pronipote di Viseslao, Vlastimiro, iniziò a governare nell'aprile dell'830; è lui il più antico sovrano serbo raffigurato in un affresco e su cui si conoscono informazioni più certe. Secondo Costantino VII, i serbi e i bulgari avevano convissuto pacificamente come vicini fino all'invasione bulgara dell'839 (negli ultimi anni di vita di Teofilo). Non si sa cosa scatenò effettivamente la guerra, dato che Porfirogenito non fornisce un resoconto esaustivo. A giudizio di Costantino VII, i bulgari volevano continuare la loro conquista delle terre slave e sottomettere i serbi, alleati di Costantinopoli. Presiano I (r. 836-852) invase il territorio serbo nell'839, scatenando un conflitto che si trascinò per tre anni e terminato con la vittoria dell'esercito serbo capeggiato da Vlastimir. Quest'ultimo espulse Presiano dalla Serbia, causando molte vittime tra le file avversarie e impedendogli di compiere nuove acquisizioni. La sconfitta dei bulgari, che nel IX secolo risultavano una delle maggiori potenze dell'Europa sud-orientale, dimostra che la Serbia era uno Stato organizzato, pienamente in grado di difendere i propri confini e dotato di un'organizzazione militare e amministrativa molto elevata.
La dinastia riuscì, come detto, a rimanere al potere per diverso tempo, circostanza che dimostrerebbe la stabilità e la prosperità del monarca e dello Stato serbo, nonostante la rivalità con la Bulgaria e l'Impero bizantino per il controllo dei Balcani. Nella metà del IX secolo, la cristianizzazione dei serbi stava ormai andando completandosi. Nell'870 era stata poi fondata l'eparchia di Ras, menzionata nel Quarto Concilio di Costantinopoli (878-880), su ordine dell'imperatore Basilio I. Il sovrano serbo dell'epoca, Stefano Mutimir (si badi al nome cristiano), ribadì la sua fedeltà alla Chiesa orientale romea quando papa Giovanni VIII lo invitò a riconoscere la giurisdizione del vescovato di Sirmio. I quattro regnanti serbi successivi non sono menzionati dalla Cronaca del prete di Doclea (CPD), una fonte che risale al 1300-1310 circa e considerata però inaffidabile dagli storici per quanto riguarda la narrazione di eventi verificatisi nell'Alto Medioevo. La CPD cita infatti diversi personaggi avvolti nella leggenda o comunque la cui veridicità non è accertabile, ovvero Svevlad, Selimir, Vladin e Ratimir, testimoniando però in maniera veritiera l'esistenza della tradizionale pratica della successione patrilineare. Lo storico Panta Srećković (1834-1903) ha sostenuto che l'autore cristiano della CPD non intendesse nominare questi sovrani perché erano cristiani e forse avevano anche la reputazione di aver sconfitto, ucciso e scacciato i pagani.

## Lascito
Un'illustrazione di Viseslao è inclusa nell'opera del vignettista Kosta Mandrović del 1885. Una via del quartiere Čukarica di Belgrado è stata dedicata al principe Viseslao (Ulica kneza Višeslava).

### Esplicative
1. 1 2  La storiografia concorda sul fatto che Viseslao regnò nel 780 circa (Samardžić e Duškov (1993), p. 24, o «negli ultimi decenni dell'VIII secolo» (Blagojević e Petković (1989), p. 19), in quanto fu un contemporaneo del sovrano franco Carlo Magno (fl. 768-814) (Samardžić e Duškov (1993), p. 24).
2. ↑  Nell'edizione curata da Gyula Moravcsik del De administrando imperio, il suo nome è riportato nella versione Βοϊσέσθλαβος (Boisesthlabos), mentre J. J. Reiske lo scrive nella forma Βοισέσθλαβος (Boisesthlabos, senza dieresi sulla lettera iota), trascritto in latino rispettivamente come Boiseslav e Boisesthlabus (Istorisko-filološki oddel (1968), p. 152; Reiske (1840), p. 153). Il nome è reso in serbo come "Višeslav" (Вишеслав), ma esiste anche la variante "Vojislav" (Војислав). Gli studiosi del XIX secolo erano divisi tra l'uso della forma "Višeslav" o "Vojislav", ma secondo un'interpretazione storiografica la versione "Višeslav" sarebbe dovuta a un errore di traslitterazione, motivo per cui il suo vero nome risulterebbe piuttosto "Vojislav" (Istorisko-filološki oddel (1968), p. 152; Živković (2012)). Il nome "Viseslao" è ditematico (ossia composta da due lessemi) e deriva dai termini slavi više ("[più] grande, [più] ampio") e -slav ("gloria, fama"), che significa approssimativamente "di grande fama"; "Vojislav" deriva da voj ("guerra") e -slav, che significa approssimativamente "gloria di guerra".
3. ↑  Fino alla fine del 560, gli slavi si concentrarono principalmente sul compiere razzie attraversando il Danubio, principalmente spingendosi dalle colonie bizantine in cui risiedevano godendo dello status di foederati (Fine (1991), p. 29). La frontiera rappresentata dal Danubio e dal Sava venne colonizzata in massa da ondate slave tra la fine del VI e l'inizio del VII secolo (Fine (1991), p. 33). Quella che oggi è la Serbia centrale costituiva un'importante provincia dal punto di vista geopolitico e strategico, in quanto era attraversata dalla Via Militaris (Živković (2002), p. 187). Quest'area fu frequentemente invasa dai barbari nel V e VI secolo (Živković (2002), p. 187). I numerosi slavi si mescolarono con i discendenti della popolazione indigena e finirono per assimilarli (Fine (1991), pp. 38, 41; Ćorović (2001), "Балканска култура у доба сеобе Словена").
4. ↑  Nella storiografia serba, si impiega invece tradizionalmente il titolo slavo di knez (кнез) al posto del greco arhont (архонт) (Ćirkovic (2004), pp. 11-12).

### Bibliografiche
1. 1 2  Živković (2006), p. 23.
2. ↑  Blagojević e Petković (1989), p. 19.
3. ↑  Fine (1991), pp. 26-41.
4. ↑  Fine (1991), pp. 37, 57.
5. ↑  Heather (2010), pp. 404-408, 424-425, 444.
6. ↑  Živković (2006), p. 15.
7. ↑  Živković (2002), pp. 207-209.
8. 1 2  Novaković (2010).
9. 1 2  De administrando imperio, pp. 153-155.
10. ↑  Fine (1991), p. 53.
11. ↑  De administrando imperio, pp. 156, 160.
12. ↑  Ćirković (2004), p. 14; Živković (2006), pp. 22-23.
13. ↑  Fine (1991), pp. 225, 304.
14. ↑  Ćorović (2001), Прва српска држава.
15. ↑  Radojković (1959), p. 9.
16. ↑  Ćirković (1960), pp. 195-198.
17. ↑  De administrando imperio, p. 155.
18. ↑  Ćirković (2004), p. 16.
19. 1 2 3  Ćorović (2001), cap. Бугари и балкански Словени.
20. ↑  Živković (2002), p. 230.
21. ↑  Živković (2002), pp. 218, 228.
22. ↑  Živković (2002), p. 228.
23. ↑  Samardžić e Duškov (1993), p. 24.
24. 1 2  Ćirković (2004), pp. 14-15.
25. ↑  Annales Regni Francorum, p. 83.
26. ↑  Budak (2018), pp. 49, 51, 111, 177, 181-182.
27. ↑  Fine (2005), p. 35.
28. ↑  (HR) Mladen Ančić, Od karolinškoga dužnosnika do hrvatskoga vladara. Hrvati i Karolinško Carstvo u prvoj polovici IX. stoljeća [Dal funzionario carolingio al sovrano croato. I croati e l'impero carolingio nella prima metà del IX secolo], in Zavod Za Povijesne Znanosti HAZU U Zadru, vol. 40, 1998,  p. 32.
29. ↑  Živković (2008a), pp. 63, 253.
30. 1 2  Fine (1991), p. 110.
31. ↑  Fine (1991), pp. 108, 110.
32. ↑  Živković (2006), pp. 23-24.
33. ↑  Špehar (2010), pp. 203-220.
34. ↑  Fine (1995), p. 141.
35. 1 2  SANU (1934), p. 11.
36. ↑  Gesta Regum Sclavorum (vol. 2), pp. 362-365.
37. ↑  Mandrović (1885), p. 24.
38. ↑   Ulica kneza Višeslava, su beograd.mapa.in.rs. URL consultato il 27 giugno 2023.

### Fonti primarie
- Costantino Porfirogenito, De administrando imperio, a cura di Gyula Moravcsik, traduzione di Romillyi J. H. Jenkins, Dumbarton Oaks Center for Byzantine Studies, 1967, ISBN 978-0-88402-021-9.
- Annales Regni Francorum (opera completa), su thelatinlibrary.com. URL consultato il 17 settembre 2021.
- Tibor Živković (a cura di), Gesta Regum Sclavorum, vol. 2, Belgrado-Nikšić, Istituto di Storia, Monastero di Ostrog, 2009.
- (LA) Annali di Fulda, su dmgh.de. URL consultato il 17 settembre 2021.

### Fonti secondarie
- (SR) Miloš Blagojević e Sreten Petković, Србиjа у доба Немањића: од кнеживине до царства: 1168-1371, TRZ "VAJAT", 1989, ISBN 978-86-70-39028-7.
- (HR) Neven Budak, Hrvatska povijest od 550. do 1100 [Storia croata dal 550 al 1100], Leykam international, 2018, ISBN 978-953-340-061-7.
- (SR) Sima Ćirković, Критике и прикази: Разматрања о деоном владању и деоним кнежевинама [Critiche e punti di vista: considerazioni sul periodo della frammentazione e sui principati frammentati], in Istoriski glasnik, 1–2, Društvo istoričara NR Srbije, 1960,  pp. 195-198. URL consultato il 27 giugno 2023 (archiviato dall'url originale il 16 giugno 2016).
- (EN) Sima Ćirković, The Serbs, Malden, Blackwell Publishing, 2004, ISBN 978-14-05-14291-5.
- (SR) Vladimir Ćorović, Историја српског народа [Storia del popolo serbo], ed. online, Belgrado, Janus; Ars Libri, 2001  [1997].
- (EN) John Van Antwerp Jr. Fine, The Early Medieval Balkans: A Critical Survey from the Sixth to the Late Twelfth Century, Ann Arbor, University of Michigan Press, 1991, ISBN 0-472-08149-7.
- (HR) Istorisko-filološki oddel, Godišen zbornik [Raccolta annuale], vol. 20-21, Skopje, Univerzitet "Kiril i Metodij", Filozofski fakultet, 1968.
- (EN) Peter Heather, Empires and Barbarians: The Fall of Rome and the Birth of Europe, Oxford University Press, 2010, ISBN 978-0-19-974163-2.
- (BS) Kosta Mandrović, Ilustrovana istorija srpskog naroda od najstarijih vremena do proglašenja nove kraljevine [Storia illustrata del popolo serbo dai tempi più remoti fino alla proclamazione del nuovo regno], Vienna, Kosta Mandrović, 1885.
- (BS) Relja Novaković, Gde se nalazila Srbija od VII do XII veka [Dov'era la Serbia dal VII al XII secolo], Narodna knjiga i Istorijski institut, 2010  [1981].
- (SR) Borislav M. Radojković, Разматрања о деоном владању и деоним кнежевинама [Considerazioni sul governo della Serbia frammentata e sui vari principati], in Istorijski časopis, VIII, Naučno delo, 1959.
- (EN) Radovan Samardžić e Milan Duškov, Serbs in European Civilization, Belgrado, Nova, Serbian Academy of Sciences and Arts, Institute for Balkan Studies, 1993, ISBN 978-86-75-83015-3.
- (SR) SANU, Посебна издања [Edizioni speciali], vol. 103, Srpska akademija nauka i umetnosti, 1934.
- (SR) Tibor Živković, Јужни Словени под византијском влашћу, 600-1025 [Gli slavi meridionali sotto il dominio bizantino, 600-1025], Čigoja štampa, 2002, ISBN 978-86-77-43027-6.
- (SR) Tibor Živković, Портрети српских владара: IX-XII век [Ritratti di sovrani serbi (secoli IX-XII)], Belgrado, Zavod za udžbenike, 2006, ISBN 86-17-13754-1.
- (EN) Tibor Živković, Forging unity: The South Slavs between East and West 550-1150, Belgrado, Istorijski institut, Čigoja štampa, 2008a.
- (EN) Tibor Živković, De conversione Croatorum et Serborum: A Lost Source, Belgrado, Istorijski institut, 2012.